# 나쁜 친구들
《나쁜 친구들》은 2000년 3월 1일부터 2000년 4월 20일까지 방영된 MBC 수목 미니시리즈 작품이다.
이 드라마는 고교동창 네 명이 그룹 사운드를 만들기 위한 꿈과 사랑을 그렸으며 시청률 최고 39.1%, 평균 29.3%를 기록하며 많은 사랑을 받았다. 주제가 〈Together & Forever〉를 출연 배우들이 직접 불러 화제를 모았다.

## 등장 인물

### 주요 인물
- 안재욱 : 김강석 역
- 송윤아 : 하영서 역
- 김지수 : 이상은 역
- 이훈 : 최기철 역
- 허준호 : 장수현 역
- 박상면 : 홍주곤 역
- 홍경인 : 이홍원 역

### 그 외 인물
- 김승수 : 하재용 역
- 김민정 : 김태희 역
- 선우은숙 : 강석 모 역
- 남일우 : 김학중 역
- 임채무 : 하평웅 역
- 김세준 : 류수근 역
- 이재포 : 주형사 역
- 이계인
- 여현수
- 최용민
- 최은숙
- 노현희
- 박형선
- 구민지
- 백종헌
- 정기성
- 손민우
- 박주희
- 조재혁

## 수상 내역
- 2000년 MBC 연기대상 최우수연기상 - 안재욱
- 2000년 MBC 연기대상 시청자가 뽑은 캐릭터 인기상 - 박상면